# Saint-Julien-lès-Montbéliard
Saint-Julien-lès-Montbéliard är en kommun i departementet Doubs i regionen Bourgogne-Franche-Comté i östra Frankrike. Kommunen ligger i kantonen Montbéliard-Ouest som tillhör arrondissementet Montbéliard. År 2022 hade Saint-Julien-lès-Montbéliard 158 invånare.

## Befolkningsutveckling
Antalet invånare i kommunen Saint-Julien-lès-Montbéliard
Referens:INSEE